# Tetracentraceae
Tetracentraceae é o nome botânico de uma família de plantas com flor. Esta família tem sido reconhecida por muitos taxonomistas.
O sistema APG II, de 2003, não usa formalmente esta família. Assume que as plantas envolvidas fazem parte da família Trochodendraceae. No entanto, o sistema APG e o sistema APG II permitem segregar a família Tetracentraceae, não colocadas numa ordem e na linhagem basal das eudicotiledóneas
Esta segregação pode levar a duas famílias, cada uma com uma espécie:  Tetracentraceae com Tetracentron sinense e Trochodendraceae com Trochodendron aralioides. Estas duas espécies partilham a caracerística de possuirem xilema secundário sem vasos condutores, o que é particularmente raro em angiospérmicas.
O sistema de Cronquist, de 1981, aceita ambas as famílias e coloca-as na ordem Trochodendrales, na subclasse Hamamelidae, na classe Magnoliopsida.
O sistema de Dahlgren optou pela mesma classificação até ao nível da ordem, mas coloca-as na superordem Rosanae, na subclasse Magnoliidae.
O Sistema de Engler, na sua revisão de 1964, colocava ambas as famílias na ordem Magnoliales, na subclasse Archychlamydeae na classe Dicotyledoneae.
O sistema de Wettstein, revisto pela última vez em 1935, unia as duas espécies na família Trochodendraceae, que era colocada na ordem Polycarpicae (que precedeu à ordem Magnoliales), na subclasse Choripetalae, na classe Dicotyledones.